# Jonas Nay
Jonas Nay (20 september 1990 te Lübeck) is een Duitse acteur en Duits musicus.

## Biografie
Jonas Nay bezocht in Lübeck het Johanneum, een school met een muzikale richting waar Nay in de bigband speelde. Nay ontwikkelde interesse in het theater en kreeg in 2004 een hoofdrol in een kinder- en jeugdserie bij de NDR. In de eerste twee delen van de televisieserie was Nay onder het pseudoniem Jonas Friedebom als Otti Sörensen te zien. In de daaropvolgende jaren speelde hij kleinere rollen in verschillende televisieproducties van de ARD en de ZDF.  
Na het afsluiten van zijn studie kreeg Nay een hoofdrol in de televisiefilm Homevideo aangeboden. Dit drama over cyberpesten werd bekroond met meerdere onderscheidingen en ook Nay kreeg verschillende prijzen voor zijn rol als Jakob Moormann. Daarna volgden meer hoofdrollen in televisiefilms. 
Jonas Nay deed vervangende dienstplicht en liet zich tot filmcomponist vormen. Met medestudenten van het Johanneum richtte hij de band Concerted op, waarin hij zong en gitaar en piano speelde en waarvoor hij songteksten schreef. De band werkte mee aan de filmmuziek van Stephan Ricks' Unter Nachbarn. Uit deze band ontstond in januari 2013 de vierkoppige formatie Northern Lights.

## Filmografie

### Films
- 2009: Morgen ist auch noch ein Tag (korte film)
- 2011: Homevideo (televisiefilm)
- 2011: Jorinde & Joringel (televisiefilm)
- 2012: Sechzehneichen (televisiefilm)
- 2013: Dear Courtney
- 2013: Die Frau von früher (televisiefilm)
- 2013: Tod an der Ostsee (televisiefilm)
- 2013: König von Deutschland
- 2013: Nichts mehr wie vorher (televisiefilm)
- 2014: Hirngespinster
- 2014: Dear Courtney
- 2015: Tannbach – Schicksal eines Dorfes (televisiefilm)
- 2015: Wir sind jung. Wir sind stark.
- 2015: Summer Solstice (Letnie przesilenie)
- 2016: Schweigeminute (televisiefilm)
- 2017: Vadder, Kutter, Sohn (televisiefilm)
- 2019: Der Club der singenden Metzger (televisie-tweedeler)
- 2020: Persischstunden
- 2021: Du Sie Er & Wir (Netflix)
- 2022: Tausend Zeilen
- 2023: Weihnachtspäckchen ... haben alle zu tragen (televisiefilm)

### Televisieseries
- 2005–2006: 4 gegen Z (27 afleveringen)
- 2007: Die Rettungsflieger - Muttersorgen
- 2007: Großstadtrevier - Chefsache
- 2008: Die Pfefferkörner - Happy Slapping
- 2009: Krimi.de - Coco unter Verdacht
- 2011: Notruf Hafenkante - Freiwild
- 2012: Tatort – Die Ballade von Cenk und Valerie
- 2012: Tatort - Todesschütze
- 2013: Letzte Spur Berlin - Freundschaftsdienst
- 2013: Der Kriminalist - Bettelflug
- 2015: Deutschland 83 (8 afleveringen)
- 2018: Deutschland 86 (10 afleveringen)
- 2020: Deutschland 89 (8 afleveringen)
- 2021: Ein Hauch von Amerika (6 afleveringen)
- 2021: Legal Affairs (8 afleveringen)
- 2023: Transatlantic
- 2023: Intimate (4 afleveringen)
- 2024: The Tattooist of Auschwitz (6 afleveringen)

## Onderscheidingen
- 2011: Deutscher Fernsehpreis 2011 voor zijn rol in Homevideo
- 2012: Grimme-Preis 2012 voor Homevideo
- 2012: Bunte-New Faces Award voor Homevideo
- 2012: Günter-Strack-Fernsehpreis voor Homevideo
- 2014: Bayerischer Filmpreis 2013 voor de meest belovende acteur voor zijn rol in Hirngespinster
- 2016: Deutscher Fernsehpreis 2016 voor de beste acteur in Deutschland 83 en Tannbach – Schicksal eines Dorfes
- 2016: Goldene Kamera 2016, beste miniserie Duitsland voor Deutschland 83
- 2016: Festival de Télévision de Monte-Carlo, nominatie beste acteur voor Deutschland 83[4]